# Shioi Ukō
En aquest nom japonès, el cognom és Shioi.
Shioi Ukō (塩井雨江; 3 de gener de 1869—1 de febrer de 1913), pseudònim de Shioi Masao (塩井正男), va ser un poeta, estudiós de la literatura japonesa i educador japonès.
Va néixer a l'antiga província de Tajima, avui part de la prefectura de Hyōgo. Es va graduar en Literatura Japonesa a la Universitat Imperial de Tòquio. Durant els seus anys d'estudiant a la universitat va formar part de la societat poètica Asakasha, encapçalada per Ochiai Naobumi, i el 1894 va traduir de La dama del llac de Walter Scott adaptada el ritme i la mètrica literària clàssica japonesa de versos de 5 i 7 síl·labes, una traducció que li va fer guanyar un important reconeixement. Va publicar diversos poemes a la revista Teikoku Bungaku com Miyama no Bijin i Iso no Fuetake, compostos en un estil elegant i pur, de marcada dicció clàssica, que va sentar les bases de la seva reputació com a escriptor capdavanter de poesia a la manera arcaica. En col·laboració amb els seus companys de classe Takeshima Hagoromo i Ōmachi Keigetsu. Amb ells dos va escriure i publicar una col·lecció de poemes anomenada Bibun Imbun Hana Momiji («Flors i fulles de tardor de la prosa belletrística i el vers rimat»), format per obres de prosa ornada i classicitzant, en un estil literari totalment conservador. També va escriure altres poemaris com Kono Hana o Ankō Soei i va escriure poesia en format waka. D'altra banda, va escriure treballs acadèmics sobre literatura japonesa com Shin Kokinwakashū i Kagawa Kageki, biografies de dones famoses, anècdotes històriques i assajos diversos.
En termes generals, se'l considera un poeta de vers lliure membre del moviment poètic defensor de l'estil poètic arcaic i elegant, membre de l'Akamonha o Daigakuha (Escola de la Universitat Imperial), també anomenada Gihoka, pel seu estil poètic conservador. Es va mostrar contrari a la idea de la nova poesia que s'estava gestant a la seva època. Algun crític contemporani el va qualificar amb el més característic dels poetes d'estil imprecís i somiador de la poesia japonesa recent. Posteriorment, les antologies pràcticament l'han ignorat, l'historiador de la literatura Donald Keene el va anomenar «el poeta ara oblidat».
En l'àmbit professional, va treballar com a professor a la Universitat de Dones del Japó i a l'Escola Normal Superior de Dones de Nara, on va ser respectat per les seves alumnes per la seva formalitat i sinceritat.
Després de la seva mort, les seves obres van ser editades pels seus companys Takeshima Hagoromo i Ōmachi Keigetsu i publicats amb el títol Ukō Zenshū.